# Potok pri Vačah
Potok pri Vačah – wieś w Słowenii, w gminie Litija. W 2018 roku liczyła 78 mieszkańców.